# Timidité amoureuse
La timidité amoureuse est un type spécifique de timidité sévère et chronique qui diminue ou exclut la possibilité d'avoir une relation intime avec une autre personne. Le psychologue Brian G. Gilmartin en a donné une définition, publiée dans Timidité & amour : causes, conséquences et traitements (1987) : « la timidité amoureuse implique un degré d’inhibition et de réticence avec les partenaires potentiels suffisamment grave pour être incapable de former un couple, de se marier et d’avoir une vie de famille ». Selon cette définition, les personnes timides en amour trouvent difficile, si ce n’est impossible, d’être sûres d'elles dans la vie quotidienne lorsque de potentiels partenaires amoureux ou sexuels entrent en jeu. Par exemple, un homme hétérosexuel timide en amour aura des difficultés pour initier une conversation avec une femme en raison d’un fort sentiment d’anxiété sociale.

## Origine du terme
L’expression de « timidité amoureuse » (love-shyness en anglais) pour désigner ce type spécifique de timidité a d’abord été inventée par le psychologue Brian G. Gilmartin. Celui-ci estimait que la timidité amoureuse touchait approximativement 1,5 % des hommes américains et qu’elle  empêcherait environ 1,7 million des hommes aux États-Unis de se marier ou d'avoir une relation sexuelle avec une femme. Gilmartin a également mené des recherches, élaboré des traitements et mis au point des protocoles de prévention contre la timidité amoureuse.

## Théorie de Gilmartin

### Causes
Gilmartin estime que la timidité amoureuse affecte approximativement 1,5 % des hommes américains. Selon lui, la timidité amoureuse est, à l’instar de la plupart des caractéristiques psychologiques humaines, le résultat d’une combinaison particulière de facteurs biologiques, génétiques ou liés au développement, et de facteurs environnementaux, comme des expériences vécues dans le passé telles que la maltraitance, le trouble de stress post-traumatique, ou des évènements liés à la culture, la famille ou la religion. Gilmartin estime que la timidité est une maladie qui nécessite d’être soignée. Il explique dans son livre que « la timidité n’est « jamais » bonne. La timidité exclut le choix libre et l’auto-détermination, et se dresse en plein milieu de la route vers le contrôle de soi-même responsable et la gestion de sa propre vie ». De nouveau, il affirme : « En deux mots, la timidité n’est jamais saine ».
Il suggère plusieurs causes biologiques possible de la timidité amoureuse, dont un faible taux de testostérone provenant de la mère durant le développement fœtal, la polypose naso-sinusienne et l’hypoglycémie.
Plusieurs facteurs cruciaux peuvent aggraver un développement négatif durant l’enfance de l’homme timide en amour :
- Le harcèlement scolaire. Les garçons timides en amour y sont vulnérables en raison de leur timidité et de leurs inhibitions. L’anti-conformisme par rapport aux normes de leur entourage font des garçons timides en amour une cible sans qu’ils commettent de faute[2].
- L’éducation parentale. Là où l’enfant reçoit à l’origine des stimuli négatifs venant des parents (par exemple le châtiment corporel, la maltraitance, l’insulte, la critique, le rabaissement, la comparaison dévalorisante ou l’indifférence), il va probablement en résulter pour le garçon un comportement consistant à se recroqueviller de plus en plus[2].

Avec tant de stimuli négatifs provenant des relations déterminantes durant son enfance, le garçon timide en amour s’isole socialement. Il apprend à associer ces relations déterminantes (c’est-à-dire celles avec les parents et l’entourage) au sentiment d’avoir été blessé, et a de grandes chances d’éviter les interactions sociales. Au fil du temps, l’isolement social et l’anxiété sociale deviennent un cercle vicieux pour l’individu timide en amour, ce qui réduit ses chances de succès lors d’une interaction avec le sexe opposé, de même que dans d’autres domaines importants comme le monde professionnel.

### Différence entre hommes et femmes et orientation sexuelle
Gilmartin soutient que la timidité amoureuse aurait les effets les plus marquants sur les hommes hétérosexuels, en raison du rôle assigné à chaque sexe. Selon cette logique, les individus attendent toujours des hommes hétérosexuels d’avoir une grande assurance lors des situations de séduction, et d’être ceux qui prennent l’initiative d’aller plus loin et qui favorisent une plus grande intimité avec des partenaires amoureux potentiels, tandis que les femmes hétérosexuelles adoptent généralement une posture plus passive, car la confiance en soi est bien moins déterminante dans le développement d’une relation amoureuse dans leur cas. Gilmartin prétend qu’il est possible pour les femmes timides et les hommes homosexuels d’entrer en relation intime avec un partenaire sans que soit nécessaire aucune prise d’initiative, simplement en attendant un homme sûr de lui qui amorce une relation, ou dans le cas des lesbiennes, une femme ayant plus d’assurance. Selon le chercheur, les femmes timides ont les mêmes chances, voire davantage, de sortir avec quelqu’un, de se marier ou d'avoir des enfants, que les femmes non timides en amour, alors que ce n’est absolument pas le cas pour les hommes hétérosexuels. La plupart du temps, les hommes timides en amour n’ont aucune relation sociale en privé avec les femmes. Ils ne peuvent pas sortir avec quelqu’un, se marier ou avoir des enfants, et nombre d'entre eux n’ont jamais fait l’expérience d’aucune forme de contact intime. Gilmartin nota également que pour des raisons morales, aucun des hommes timides en amour ne s’est mis en quête de prostituées. Certains des hommes timides en amour s’étaient adressés à des agences recueillant des propositions de mariage féminines sur catalogue ; toutefois, Gilmartin n’a pas poussé plus loin l'étude de l'issue de ces efforts.
Gilmartin remarqua aussi qu’en raison de ce qui était perçu comme une absence d’intérêt pour les femmes, les hommes timides en amour sont souvent supposés homosexuels. Les éventuelles avances d’hommes homosexuels faites à des timides en amour conduisent à un rejet de ces tentatives par ces derniers. Gilmartin nota enfin que la plupart des hommes timides en amour ne recherchent pas d’amitié avec d’autres hommes.

## Résultats obtenus
La collecte de données de Gilmartin incluait seulement des hommes hétérosexuels. Selon lui, une personne peut être timide en amour quels que soient l’âge, le groupe ethnique, l’orientation sexuelle ou le genre. Cependant, de son point de vue, les effets négatifs de la timidité amoureuse se manifestent essentiellement chez les hommes hétérosexuels. Il a étudié 200 étudiants universitaires timides en amour (âgés de 19 à 24 ans), 100 hommes timides en amour plus âgés (entre 35 et 50 ans), et un groupe comparatif de 200 étudiants à l’université « non-timides » et « très sociables ».

### Observations
Gilmartin a sept critères pour chaque « timide en amour » qu'il inclut dans son étude :
- Il est vierge. Il n'a pas eu de relations sexuelles.
- C'est une personne qui, socialement, va rarement en dehors des seuls contacts amicaux avec les femmes.
- Il s'accroche généralement aux femmes plus qu'aux hommes en tant qu'ami, mais n'a rien à faire avec elles.
- C'est un homme qui est strictement hétérosexuel dans ses orientations romantiques et érotiques. Autrement dit, il n'est en aucune façon homosexuel ou bisexuel.
- C'est un homme. Les femmes timides en amour n'étaient pas étudiées pour cette recherche.
- C'est une personne qui a souffert et continue à souffrir émotionnellement en raison de son manque de rencontres de compagnies féminines. En bref, c'est une personne qui souhaite désespérément avoir une relation avec une femme, mais qui n'en a pas en raison de sa timidité.
- C'est une personne sans histoire émotionnelle, rencontre de relations de nature romantique et/ou sexuelle avec un membre du sexe opposé.

### Tempérament et personnalité
Les hommes timides en amour de l’échantillon de Gilmartin présentaient de considérables différences de tempérament par rapport aux hommes non-timides. Ils avaient des résultats sensiblement plus bas en extraversion et plus élevés en neuroticisme que les hommes non-timides sur le questionnaire de personnalité d’Eysenck. Selon les termes utilisés par Eysenck, ils avaient un tempérament « mélancolique ». La plupart des hommes timides en amour (et seulement quelques-uns des hommes non-timides) ont rapporté que leur mère leur avait souvent dit qu’ils avaient été des bébés calmes ; Gilmartin suggère que cela prouve que les timides en amour ont plus de chances de correspondre à la description de l’inhibition comportementale de Jerome Kagan. Un certain nombre des hommes étudiés ont eu des difficultés à être mis au monde et ont nécessité parfois une césarienne pour naitre.
Une minorité des timides en amour plus jeunes ressentaient de l’optimisme quant à la résolution de leurs problèmes alors que les plus vieux étaient très pessimistes à ce propos, et étaient cyniques à propos des femmes et du monde en général. Les hommes plus âgés montraient davantage de colère durant les entretiens alors que les hommes plus jeunes étaient plus calmes. Seule une infime partie des participants, jeunes comme âgés, avait plongé dans la drogue ou l’alcool. Cependant, les deux groupes avaient des intérêts similaires, comme l’art ou la natation. La plupart des hommes dans les deux groupes n’aimaient pas les sports à l’esprit de compétition. Enfin, les deux groupes d’âges avaient une orientation idéologique très religieuse.
Les hommes étudiés avaient différents degrés de sensibilité à des choses telles que le toucher, le goût, la lumière et d’autres formes de stimuli. Ils avaient tendance à être hypersensibles par rapport aux hommes non-timides.

### Relations durant l'enfance et vie de famille

#### Isolation sociale et effets du harcèlement scolaire
La plupart des hommes timides en amour ont déclaré n’avoir jamais eu aucun ami, pas même des connaissances, ce qui n’est le cas pour aucun des hommes non-timides. Une grande majorité des hommes timides ont expliqué avoir été victimes de harcèlement scolaire de la part des enfants de leur âge en raison de leurs inhibitions et de leurs intérêts, alors qu’aucun des hommes non-timides n’en a reçues. Les hommes timides en amour étaient également moins à même de répondre aux attaques. Environ la moitié des hommes timides en amour ont indiqué avoir subi des brimades ou avoir été harcelés jusqu’au lycée, alors que ce ne fut le cas pour aucun des hommes non-timides. Même à l’âge adulte, les hommes timides en amour ont signalé qu’ils restaient sans amis et qu’ils étaient malmenés par les autres personnes. Les hommes timides en amour ont spécifié que ce manque d’acceptation de la part des autres les rendait très seuls et extrêmement déprimés.  Cependant, cela amenait aussi les hommes interrogés à ne rien vouloir faire avec les individus du même sexe.

#### Famille et origines
Les données de Gilmartin ont indiqué que les hommes timides en amour ont grandi dans des familles dysfonctionnelles.
La plupart des hommes ont déclaré que les attitudes de leurs parents et de la société avaient constitué une pression les poussant à devenir de « vrais gars », en contraste avec leur personnalité. Une très grande partie d’entre eux a aussi souffert de maltraitance physique venant des parents et, la plupart du temps, n'a pas pu compter sur ces derniers pour trouver un soutien émotionnel. Ce dernier point valait aussi pour le reste de la famille, et n’a pas changé à l’âge adulte. Il est possible que la maltraitance et l’attitude indifférente des parents envers les émotions, les désirs et les intérêts de leurs enfants soient partiellement responsables de leurs inhibitions sociales. Même à l’âge adulte, les parents des hommes timides en amour exprimaient leur déception de les avoir comme fils et continuaient à les rabaisser pour la situation dans laquelle ils se trouvaient. La plupart étaient contrariés par le fait que leur enfant ne s’était jamais marié et par l’absence de petits-enfants à qui transmettre les biens de la famille. Les parents ont aussi affirmé qu’ils n’avaient que rarement, voire jamais, rendu visite à leur enfant. Paradoxalement, bien que la plupart des hommes timides en amour n’aimaient pas leurs parents, voire les détestaient, ils leur rendaient visite constamment ; ils passaient les voir parce que leurs parents étaient les seules personnes avec qui ils pouvaient communiquer et recevoir une aide financière, bien que cela s’accompagne de moqueries ou de critiques incessantes. Cela rend les hommes timides en amour très déprimés et exacerbe leur manque d’affection, comme l’explique Gilmartin dans son livre Parents as a Cause for Love-shyness.

#### Frères et sœurs
Parmi les personnes sélectionnées, Gilmartin avait remarqué que 86 % des hommes jeunes non-timides avaient grandi aux côtés d’une sœur, ce qui contraste avec le chiffre de 41 % pour les hommes jeunes timides en amour, alors que 29 % des hommes timides en amour plus âgés n’ont jamais eu de sœur[pas clair].  Au sein de ces mêmes groupes, plus de 50 % des jeunes non-timides avaient grandi avec deux sœurs ou plus, alors que seulement 6 % des jeunes et 3 % des plus anciens timides en amour se trouvent dans ce cas. Gilmartin a aussi noté qu’aucun des timides en amour plus âgés, et très peu parmi les timides en amour jeunes avaient un adulte sur qui compter pour trouver un soutien émotionnel en grandissant. Il a aussi observé qu’un grand nombre d’hommes timides en amour avaient un petit réseau de cousins, avec 90 % n’en ayant eu qu’un seul ou aucun, et 10 % deux ou trois ; aucun n’en avait eu plus de trois. Certains des hommes ont par ailleurs indiqué que leurs frères et sœurs avaient établi des relations intimes et étaient de loin les préférés des parents.

### Adaptation sociale et troubles anxieux
Les hommes timides étudiés par Gilmartin s’adaptaient difficilement à leur environnement social, puisqu'ils étaient malheureux et présentaient des taux élevés de présence de troubles anxieux comme la phobie sociale, le trouble de la personnalité évitante, la dysmorphophobie, ou d’autres problèmes d’anxiété. Gilmartin a trouvé que les hommes timides en amour avaient des fantasmes plus violents, étaient très pessimistes et cyniques à propos du monde, avaient de grandes chances de penser que personne ne s’intéressait à eux et avaient bien souvent des difficultés à se concentrer. Il a également mis au jour une tendance, chez certains des hommes timides en amour, à regarder fixement et de façon compulsive les femmes dont ils étaient épris, ou même de les suivre dans la rue ; ils le faisaient cependant sans être en mesure de leur parler, ce qui leur causait parfois des problèmes avec les directions des universités en raison de la menace que ces dernières percevaient en observant ce comportement. La plupart des hommes timides en amour ont indiqué avoir ressenti fréquemment des sentiments de dépression, de solitude et d’aliénation. Une petite partie des hommes essaient volontiers de s’échapper de la réalité grâce à différents moyens, dont diverses addictions et d’autres échappatoires habituelles comme la rêverie excessive ou bien de longs moments passés à fantasmer. Gilmartin observa enfin qu’environ 40 % des hommes timides en amour plus âgés avaient sérieusement envisagé de se suicider.

### Effets sur la carrière, les revenus et l’éducation
Gilmartin a noté que les 100 hommes timides en amour plus âgés de l’étude présentaient une instabilité professionnelle très supérieure à la moyenne. Quand bien même presque tous étaient diplômés de l’enseignement supérieur, leurs salaires étaient bien inférieurs à la moyenne américaine. Ils étaient la plupart du temps en situation de sous-emploi et travaillaient au salaire minimum comme conducteur de taxi ou démarcheur. Au moment du travail de recherche de Gilmartin, entre 1979 et 1982, seuls 3,6 % des étudiants ayant décroché un diplôme de master aux États-Unis étaient au chômage. Pourtant, les hommes timides en amour plus âgés avaient un taux de chômage disproportionné de 16 %, en raison de précédentes expériences professionnelles s'étant mal passées. En conséquence, tous les hommes timides en amour appartenaient à la classe moyenne inférieure ou en deçà.
Les revenus des hommes timides en amour plus âgés étaient très étroitement liés à leur choix de spécialisation à l’université. Leur revenu annuel moyen global était de 14 782 $, soit 38 100 $ de 2008. Mais parmi eux, ceux qui avaient obtenu un diplôme d’ingénieur, en commerce ou en informatique, touchaient en moyenne 21 163 $, soit 54 600 $ de 2008.
Les hommes timides en amour plus âgés vivaient tous dans des appartements. En conséquence de leurs inhibitions sociales et sexuelles, et du caractère limité du réseau social qui en découle, leur situation financière était généralement moins enviable ; ils dépensaient souvent en à-côtés pour des produits de luxe, et beaucoup étaient contraints de vivre dans des quartiers peu favorisés.

## Préférences

### Musique
Selon Gilmartin, les timides en amour avaient tendance à préférer les chansons d’amour telles qu’on peut les entendre à Broadway, le jazz avec une importante section de cuivres, la variété, les bandes-originales de films et la musique classique facile d’accès. Quelques-uns ont mentionné avoir une forte préférence pour la country et la musique de western. Les hommes timides en amour n’aimaient pas le rock, et ce pour la quasi-totalité des types de musique rock, pour des raisons esthétiques et non sur des fondements moraux. Gilmartin nota avec surprise que peu d’entre eux ont fait mention d'interprètes femmes.
Gilmartin conclut que la majorité des hommes timides en amour préféraient la musique ayant des thèmes liés à l’émotion et à l’évasion, avec une mélodie riche et belle. En conséquence, ils n’appréciaient pas la musique bruyante, dissonante et ne comportant pas de mélodie. Les hommes non-timides en amour interrogés par Gilmartin aimaient pour la plupart le rock et n’achetaient que des albums de ce genre. Ils considéraient que la musique écoutée par les hommes timides en amour était ennuyeuse.

### Cinéma
Dans son étude, Gilmartin a recueilli une liste des films réalisés entre 1945 et 1980 les plus vus par les timides en amour américains. Selon lui, la liste des 63 films regardés régulièrement par plusieurs timides en amour se divise en deux catégories : des histoires d’amour puissantes et émotionnellement absorbantes, et des comédies musicales sur le thème de l’évasion avec une forte tonalité romantique.
À l’inverse, les films les plus vus par les hommes non-timides en amour étaient du type action-aventure, science-fiction, fantasy, de super-héros, comédie et policier.

#### Illustration au cinéma
Parmi les innombrables films mettant en scène la timidité amoureuse on peut citer :
La belle meunière, film de Marcel Pagnol qui met en scène le compositeur Franz Schubert dans le rôle du jeune meunier timide et finalement éconduit qui a inspiré un célèbre cycle de lieder.
Empty Quarter de Raymond Depardon de 1985, long voyage en Afrique d'un couple étrange où l'homme amoureux n'exprime pas ses sentiments et s'interroge sur ceux de sa partenaire.  Malgré une cohabitation constante leurs relations restent distantes jusqu'à un unique rapport après plusieurs mois. 
L'actrice exprime ensuite à son partenaire son mépris et lui reproche sa maladresse.
Trains étroitement surveillés de Jiří Menzel de 1966. Milos travaille dans une petite gare de Tchécoslovaquie pendant l'occupation, lors de la Seconde Guerre mondiale. Tourmenté par sa timidité, il n'arrive pas à séduire la jolie contrôleuse qui pourtant s'offre à lui. Devant cet échec, et désespéré de pouvoir prouver qu'il est un homme, il tente de se suicider.

## Différentes conceptions de la timidité amoureuse
Plusieurs psychologues pensent que la timidité amoureuse peut exister sans la présence d’autres phobies comme l’anxiété sociale ; que ce type de timidité peut se focaliser uniquement sur des questions relatives à la vie sentimentale et ne pas être reliée à d’autres problèmes. D’autres estiment néanmoins qu’elle induit des difficultés spécifiques qui doivent être traitées afin de parvenir à la pleine guérison de l’individu touché, que la timidité amoureuse soit liée à d’autres problèmes d’anxiété sociale ou non ; que, quelles qu’en soient les causes, à long terme la vie d’une personne timide en amour est profondément affectée d’une façon particulière, en raison de l’importance capitale et unique de la vie sentimentale dans le parcours de vie, et ce faisant distinguant la timidité amoureuse d’autres phobies et exigeant une attention et un soutien thérapeutiques spécifiques.
La timidité amoureuse peut être une phobie autonome – indépendante d’autres phobies -, ou constituer un sous-ensemble du trouble d’anxiété sociale, parfois aussi appelé phobie sociale,. Certains psychologues soutiennent que le trouble de la personnalité évitante peut être une cause sous-jacente de l’inexistence de vie sentimentale ou de la timidité amoureuse,. Certains font aussi référence à la timidité amoureuse en tant qu’érotophobie, bien que celle-ci puisse aussi être vue comme un problème défini de façon bien plus restrictive : l’érotophobie serait seulement liée au sexe et ne couvrirait pas un champ aussi large que la timidité amoureuse, multidimensionnelle. D’autres au contraire définissent l’érotophobie comme un type de timidité amoureuse. Dans certains cas, une autre phobie spécifique, la dysmorphophobie, soit la phobie de ne pas être attirant physiquement, peut également être une cause sous-jacente de timidité amoureuse.